# Albatros G.III
L'Albatros G.III, designazione aziendale L 21, era un bombardiere bimotore biplano realizzato dalla allora azienda tedesco imperiale Albatros Flugzeugwerke GmbH negli anni dieci del XX secolo.
Basato sul precedente G.II, dal quale si differenziava per l'introduzione di alcune migliorie a livello strutturale e l'adozione di una motorizzazione dalla maggior potenza erogata, venne prodotto in un numero limitato di esemplari e fu l'ultimo modello della serie G-Typ, designazione Idflieg dei bombardieri biplani, realizzato dall'azienda. Entrò in servizio nei reparti della Luftstreitkräfte, la componente aerea del Deutsches Heer (l'esercito imperiale tedesco), durante la prima guerra mondiale.

## Storia del progetto
All'inizio del conflitto, nel 1914, l'Idflieg emise una specifica per la fornitura di una nuova categoria di velivoli da bombardamento, designata Typ III, caratterizzata dalla potenza erogata di 200 PS ed un'autonomia di volo di 6 ore. Dato che allora non era disponibile una motorizzazione in grado di fornire una simile potenza le aziende, tra cui l'Albatros, progettarono dei modelli bimotore.
Dopo aver realizzato il G.I (L 4) ed il successivo G.II (L 11), entrambi rimasti allo stadio di prototipo, l'Albatros sviluppò la versione finale, il G.III, designata internamente L 21, che riprendeva l'impostazione e l'aspetto dei modelli già prodotti dall'azienda di Berlino-Johannisthal. Il modello era un bimotore biplano realizzato in legno e tela e caratterizzato dalla soluzione a propulsione spingente.

## Impiego operativo
Il G.III venne impiegato in misura limitata dal Kagohl 1 ("Kampfgeschwader der Obersten Heeresleitung", dal tedesco "Squadrone del Comando Supermo") della Luftstreitkräfte, unitamente con i Rumpler G.II sul fronte macedone durante gli ultimi mesi del 1916.

## Utilizzatori
Germania
- Luftstreitkräfte